# Tybawa
Tybawa (ukr. Тибава) – wieś na Ukrainie, w obwodzie zakarpackim, w rejonie mukaczewskim, w hromadzie Swalawa, nad Tybawką. W 2001 roku liczyła 923 mieszkańców.